# Coldstream
Coldstream és una població dels Estats Units a l'estat de Kentucky. Segons el cens del 2000 tenia 956 habitants.

## Demografia
Segons el cens del 2000, Coldstream tenia 956 habitants, 322 habitatges, i 278 famílies. La densitat de població era de 1.677,8 habitants/km².
Dels 322 habitatges en un 49,4% hi vivien nens de menys de 18 anys, en un 68,3% hi vivien parelles casades, en un 13% dones solteres, i en un 13,4% no eren unitats familiars. En el 10,2% dels habitatges hi vivien persones soles l'1,2% de les quals corresponia a persones de 65 anys o més que vivien soles. El nombre mitjà de persones vivint en cada habitatge era de 2,97 i el nombre mitjà de persones que vivien en cada família era de 3,16.
Per edats la població es repartia de la següent manera: un 31% tenia menys de 18 anys, un 8,5% entre 18 i 24, un 36,6% entre 25 i 44, un 22,3% de 45 a 60 i un 1,7% 65 anys o més.
L'edat mediana era de 31 anys. Per cada 100 dones de 18 o més anys hi havia 98,2 homes.
La renda mediana per habitatge era de 60.192 $ i la renda mediana per família de 61.528 $. Els homes tenien una renda mediana de 39.844 $ mentre que les dones 29.297 $. La renda per capita de la població era de 22.810 $. Entorn de l'1,1% de les famílies i l'1,7% de la població estaven per davall del llindar de pobresa.

## Poblacions més properes
El següent diagrama mostra les poblacions més properes.